# 6395 Hilliard
6395 Hilliard è un asteroide della fascia principale. Scoperto nel 1990, presenta un'orbita caratterizzata da un semiasse maggiore pari a 2,4126521 UA e da un'eccentricità di 0,2019370, inclinata di 1,49797° rispetto all'eclittica.